# Andrew Polasek
Andrew Polasek (ur. 6 maja 1985 r. w Germiston) – południowoafrykański wioślarz.

## Osiągnięcia
- Mistrzostwa Świata Juniorów – Ateny 2003 – ósemka – 9. miejsce[1].
- Mistrzostwa Świata U-23 – Hazewinkel 2006 – jedynka wagi lekkiej – 12. miejsce[1].
- Mistrzostwa Świata – Poznań 2009 – dwójka podwójna wagi lekkiej – 12. miejsce[1].